# Over the Moon
Over the Moon (bra: A Caminho da Lua; prt: Para Além da Lua) é um filme de comédia de fantasia e aventura musical de 2020, animado por computador, dirigido por Glen Keane e codirigido por John Kahrs, a partir de um roteiro de Audrey Wells com a colaboração de Alice Wu e Jennifer Yee McDevitt. O filme é produzido pela Pearl Studio e Netflix Animation, e animado pela Sony Pictures Imageworks. É estrelado pelas vozes de Cathy Ang, Phillipa Soo, Ken Jeong, John Cho, Ruthie Ann Miles, Margaret Cho e Sandra Oh. É o primeiro filme internacional dirigido por Glen Keane, que trabalha como animador do Walt Disney Animation Studios; e o segundo filme produzido pelo Pearl Studio, após o filme de animação de 2019 da DreamWorks, Abominable.

## Sinopse
Estimulada pelas histórias da falecida mãe, Fei Fei decide construir uma nave espacial para ir até a Lua e comprovar a existência de uma lendária deusa.

## Elenco
- Cathy Ang como Fei Fei
- Robert G Chiu como Chin
- Phillipa Soo as Chang'e
- Ken Jeong como Gobi
- John Cho como Ba Ba
- Ruthie Ann Miles como Ma Ma
- Margaret Cho como Auntie Ling
- Sandra Oh como Sra. Zhong
- Kimiko Glenn como Tia Mei

## Recepção
O agregador de resenhas Rotten Tomatoes relata que 79% das 66 resenhas críticas são positivas para Over the Moon, e a avaliação média é de 6,91/10. O consenso dos críticos do site diz: "Embora muitos dos ingredientes da narrativa de Over the Moon pareçam familiares, a animação envolvente do filme oferece uma compensação colorida." De acordo com o Metacritic, que compilou 22 críticas e calculou uma pontuação média ponderada de 60 em 100, o filme recebeu "críticas mistas ou médias".